# Wakatsuki Reijirō
Det här är en artikel om en person med japanskt personnamn; Wakatsuki är familjenamnet.
Wakatsuki Reijirō, född 21 mars 1866, död 20 november 1949, var en japansk politiker.
Wakatsuki studerade juridik vid universitetet i Tokyo, graduerades där 1892 och blev kort därpå anställd i finansministeriet, där han 1903 blev byrådirektör och 1905 viceminister. Wakatsuki blev japanskt finansombud i London 1906, hemkallades och blev åter vice finansminister 1908 och avgick 1911. Han var 1912-13 och 1914–15 åter finansminister, blev 1924 inrikesminister i Kato Takaakis ministär och var 1926–27 och 1931 även premiärminister.